# Бельгерн

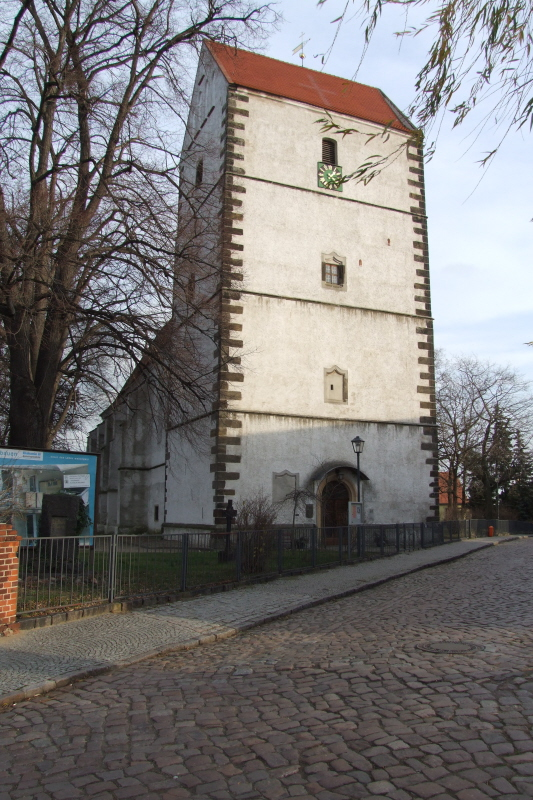
Церква Св. Варфоломея

Бельгерн (нім. Belgern) — місто у Німеччині, у землі Саксонія. Підпорядковане адміністративному округу Лейпциг. Входить до складу району Північна Саксонія.
Населення — 4 784 особи (на 31 грудня 2010). Площа — 83,70 км².
Офіційний код — 14 3 89 040.

## Адміністративний поділ
Місто поділяється на 16 міських районів. 